# Herreria
Herreria es un género con quince especies de plantas suculentas perteneciente a la antigua familia Agavaceae ahora subfamilia Agavoideae. 
Es nativa de Brasil y sur de Suramérica.

## Taxonomía
El género fue descrito por Ruiz & Pav.    y publicado en Florae Peruvianae, et Chilensis Prodromus 48, t. 35. 1794.

## Especies  seleccionadas
- Herreria aculeata
- Herreria bonplandii
- Herreria brasiliensis
- Herreria glaziovii
- Herreria stellata Ruiz & Pav. - quila de Chile, salsaparrilla de Chile, zarzaparrilla de Chile[4]
- Lista completa de especies